# Conla

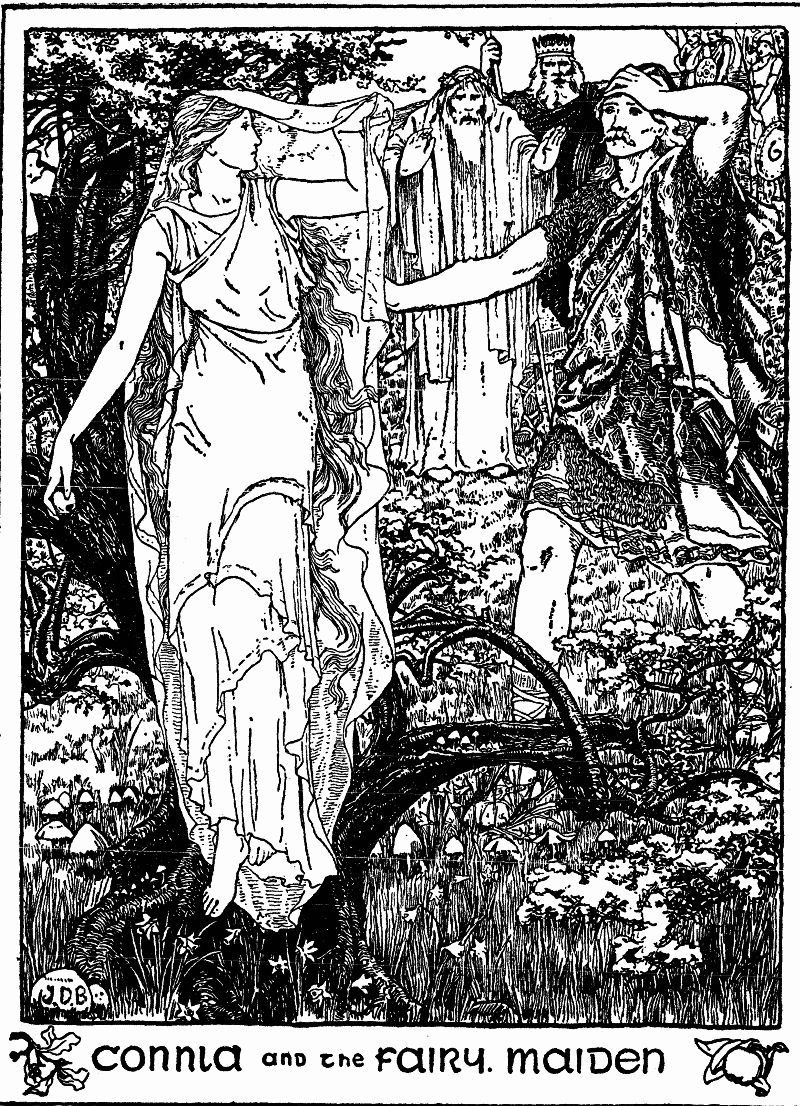
Conla et la Bansidh.

Conla (ou Conlaech), dans la mythologie celtique irlandaise, est le fils de Cúchulainn, le grand héros d’Ulster et d’Aífé, la magicienne-guerrière d’Écosse. Sa courte vie et sa mort, dont son père est responsable, sont l’objet du récit Aided Óenfir Aífe (La Mort violente du fils unique d’Aifé), qui appartient au Cycle d'Ulster.

## L'histoire
Cúchulainn, accompagné de son ami Ferdiad, était allé en Écosse, chez la reine Scáthach, afin de parfaire son initiation guerrière et sexuelle. Scáthach est une magicienne et une guerrière redoutable, mais sa prééminence est remise en cause par une autre femme : Aifé. Lors d’un combat singulier, Cúchulainn la vainc et lui demande de respecter trois vœux : faire la paix avec sa rivale, accepter la suprématie de Scáthach et lui accorder « l’amitié de sa hanche ». De cette relation va naître Conla, dont l’éducation est confiée à sa mère. Le père confie un anneau à Aifé et quand l’enfant sera assez grand pour le porter, il devra le rejoindre en Irlande. Il ajoute trois recommandations : qu’il ne se laisse pas détourner de sa route, qu’il ne dévoile pas son identité et qu’il ne refuse aucun combat.
À l’âge de sept ans, Conla embarque pour l’Irlande afin de rejoindre Cúchulainn. Alors qu’il approche du rivage dans sa barque de bronze, tout en faisant des tours d’adresse avec sa fronde, les Ulates (guerriers d’Ulster), assemblés, admirent ses prouesses. Apeurés de ses pouvoirs, Condéré est envoyé à sa rencontre pour l’empêcher d’accoster. Il échoue et le garçon refuse de dire son nom. Conall Cernach (Conall le Victorieux) décide d’y aller, mais une pierre de fronde le fait choir et il se retrouve avec les mains liées.
Emer tente de dissuader Cúchulainn de rencontrer le garçon, car elle sait que c’est Conla, son fils et celui d’Aifé, mais c’est l’honneur des Ulates qui est en jeu. Une fois encore, l’enfant refuse de dire son nom et attaque le guerrier. S’engage alors un combat à mort dont Cúchulainn sort vainqueur en utilisant le gae bolga, l’arme magique dont il est le seul à connaître le maniement, selon l’enseignement de Scáthach.
Cúchulainn reconnaît son fils, avant de mourir les Ulates lui rendent hommage.